# Figura sintomatica
La figura sintomatica è data da un'ipotesi, elaborata dalla dottrina o dalla giurisprudenza, in virtù della quale si può presupporre l'esistenza di un fatto avente rilevanza giuridica.

## Figure sintomatiche dell'eccesso di potere nel diritto italiano
Nel diritto amministrativo italiano sono state elaborate, sin dal XIX secolo, alcune figure sintomatiche dell'eccesso di potere; semplificando si può dire che queste figure rappresentano degli indizi in presenza dei quali l'atto amministrativo potrebbe risultare invalido.
Data la loro natura di elaborazioni della dottrina e della giurisprudenza, le figure sintomatiche sono soggette a evoluzioni anche sostanziali nel corso del tempo.
Le figure sintomatiche dell'eccesso di potere sono:

### Sviamento di potere
L'atto amministrativo ha una sua specifica causa prevista dal legislatore che non può essere derogata dalla pubblica amministrazione nel suo agire, pur nei suoi margini di discrezionalità. Quando l'atto non rispetta il vincolo rappresentato dalla causa tipica dell'atto si realizza l'eccesso di potere. Una delle figure tipiche con cui si realizza questo è lo sviamento di potere.
Lo sviamento di potere è una delle figure sintomatiche dell'eccesso di potere e si realizza quando l'autorità amministrativa usa il potere attribuitole per raggiungere uno scopo diverso da quello stabilito dalla legge, deviando, per così dire, dai binari prestabiliti dalla legge.
Lo sviamento si realizza sia quando un atto di amministrazione è posto in essere per fini privati dal responsabile dell'atto, sia quando i fini sono di natura pubblica, ma comunque diversi da quelli espressamente previsti dalla legge.
Un esempio è dato dal caso di un impiegato della pubblica amministrazione trasferito ad altro incarico per una delle cause prevista dalla legge, quando invece il motivo sottostante è dato dall'incompatibilità con il suo superiore gerarchico.

### Falsità del presupposto
La falsità del presupposto si verifica quando la norma attributiva del potere amministrativo alla pubblica amministrazione prevede come necessario per la validità dell'atto amministrativo un determinato presupposto, di natura giuridica o di fatto, e questo viene erroneamente ritenuto esistente nel caso concreto dall'amministrazione.

### Travisamento dei fatti
Il travisamento dei fatti si realizza quando la Pubblica Amministrazione, nell'emanazione di un atto amministrativo, ritiene erroneamente la sussistenza di una situazione di fatto che in realtà non esiste o, al contrario, ritiene l'insussistenza di una situazione che in realtà effettivamente esiste.
Il travisamento dei fatti non permette all'amministrazione di rappresentare correttamente la realtà, e quindi potrebbe non permettere di applicare correttamente la previsioni di legge al caso concreto.
Il travisamento dei fatti, quando è intenzionale, è il sintomo dell'essersi l'agente lasciato guidare da interessi diversi da quelli da cui per legge doveva lasciarsi guidare, ond'è che dietro di esso si deve scorgere sempre un eccesso di potere consistente nell'uso di un tipo legalmente scorretto di valutazione.

### Erronea valutazione dei fatti
L'erronea valutazione dei fatti si realizza quando la Pubblica amministrazione, nell'emanare un atto amministrativo, pur avendo correttamente individuato i fatti e avendoli correttamente rappresentati determina l'atto amministrativo in base a una irrazionale e illogica valutazione degli stessi.
L'errore in questo caso sta nella valutazione dei fatti come presupposto per la determinazione dell'atto; altra ipotesi si ha quando lo stesso organo di un determinato ente pubblico abbia attribuito a un determinato fatto un significato erroneo, illogico o irrazionale.

### Difetto di motivazione
quindi motivazione:
Insufficiente, incongrua, contraddittoria, dubbiosa, illogica, perplessa.
Invece la carenza, ossia l'assenza di motivazione dà luogo al vizio di violazione di legge.

### Difetto di istruttoria
Ricorre difetto d'istruttoria quando la pubblica amministrazione non permette di risalire al procedimento che ha portato all'adozione di un determinato provvedimento. L'istruttoria non si limita dunque alla mera raccolta e all'individuazione dei fatti necessari per una sollecita e pronta emanazione dell'atto ma tesse una trama che va dal diritto al fatto e dal fatto al diritto per precisarne l'uno attraverso l'altro. In particolare l'istruttoria - a norma dell'art. 6, lett. a della l. 7 agosto 1990, n. 241 - è volta a reperire le condizioni di ammissibilità, i requisiti di legittimità e i presupposti di fatto del provvedimento amministrativo.

### Illogicità della motivazione
L'illogicità è quella figura sintomatica dell'eccesso di potere che si manifesta quando emerge una contraddittorietà
- interna alla stessa motivazione del provvedimento amministrativo;
- tra il dispositivo del provvedimento e la sua motivazione;
- tra diversi atti dello stesso procedimento;
- contraddittorietà tra più atti successivi;

La logicità di un provvedimento implementa dunque la norma attributiva del potere in quanto rappresenta una necessità di adeguatezza tra i fatti assunti e le conseguenze dedotte alla luce del vincolo del fine.

### Irragionevolezza della motivazione
La ragionevolezza del provvedimento è un criterio elaborato dalla giurisprudenza italiana che sottende la ricerca di un equilibrio tra la misura amministrativa e il sacrificio privato.
È la concretizzazione del principio del minimo mezzo, elaborato da Giandomenico Romagnosi.

### Violazione del principio di proporzionalità
Il principio di proporzionalità è stato definito dallo stesso legislatore - a norma dell'art. 23 del d.lgs 28 dicembre 2005, n. 262 - come quel criterio di esercizio del potere adeguato al raggiungimento del fine, con minore sacrificio degli interessi dei destinatari.
Questo principio giuridico, sempre più ricorrente nella prassi su influsso del diritto comunitario, che lo ha tratto dalla dottrina e dalla giurisprudenza tedesca, si costituisce di tre elementi, ossia:
- l'idoneità, che esprime il collegamento tra l'azione intrapresa di fine da raggiungere;
- la necessità, che consiste nell'esigenza che il provvedimento sia adeguato rispetto ai fini nel senso che, ove si presentino diverse opzioni per il soddisfacimento del fine, deve essere scelta quella meno pregiudizievole per il soggetto/i interessato/i (nessun altro strumento ugualmente efficace, ma meno negativamente incidente, sia disponibile);
- la proporzionalità in senso stretto, che manifesta la necessità che il mezzo prescelto, ancorché abbia superato le due soglie, non comporti un sacrificio eccessivo in danno del privato rispetto risultato finale.

### Ingiustizia manifesta
L'ingiustizia manifesta è una figura sintomatica che si riscontra raramente nel caso concreto; questa si realizza quando l'atto, rispetto ai concetti di opportunità e convenienza, risulta manifestamente ingiusto. Non si tratta quindi di valutare la legittimità dell'azione dell'amministrazione, quanto la sua opportunità.

### Inosservanza di circolari
Questa figura si realizza rispetto alle circolari di una pubblica amministrazione; queste sono atti non aventi rilevanza esterna, emanati al fine o di stabilire quale interpretazione attribuire a una determinata disposizione normativa oppure di stabilire quale indirizzo le autorità gerarchicamente subordinate devono seguire nell'esercizio di determinate funzioni amministrative. La circolare limita l'ambito discrezionale delle autorità amministrative.
Si ha eccesso di potere quando l'atto emanato non contiene una adeguata motivazione che giustifichi il fatto che non si siano seguite le disposizioni di un organismo gerarchicamente sovraordinato stabilite per una generalità dei casi trattati dall'amministrazione; se questa motivazione non esiste o è insufficiente si verifica un eccesso di potere perché non c'è ragione per cui il caso singolo debba essere trattato diversamente da quanto si è deciso di fare in linea generale.

### Disparità di trattamento
La disparità di trattamento si verifica quando l'autorità pubblica disciplina in maniera differente casi che dal punto di vista oggettivo e soggettivo si presentano in maniera identica.
In effetti la disparità di trattamento potrebbe configurarsi anche come contraddittorietà tra più atti successivi, in quanto l'esercizio dei poteri autoritativi della pubblica amministrazione risulta illogico e contraddittorio rispetto ad altri atti della stessa natura.
L'eccesso di potere può essere superato quando l'atto che potrebbe essere viziato presenti una congrua motivazione, che spieghi la diversa applicazione delle potestà amministrative.